# Nový Zéland na Letních olympijských hrách 1984
Nový Zéland se účastnil Letní olympiády 1984 v americkém Los Angeles. Zastupovalo ho 130 sportovců (98 mužů a 32 žen) v 18 sportech.

## Medailisté
| Medaile | Jméno                                                           | Sport      | Soutěž                                   |
| ------- | --------------------------------------------------------------- | ---------- | ---------------------------------------- |
| Zlato   | Ian Ferguson                                                    | Kanoistika | muži kajak K-1 500 metrů                 |
| Zlato   | Alan Thompson                                                   | Kanoistika | muži kajak K-1 1000 m                    |
| Zlato   | Ian Ferguson Paul Macdonald                                     | Kanoistika | muži kajak K-2 500 metrů                 |
| Zlato   | Ian Ferguson Alan Thompson Grant Bramwell Paul Macdonald        | Kanoistika | muži kajak K-4 1000 m                    |
| Zlato   | Mark Todd                                                       | Jezdectví  | muži jezdecká všestrannost – jednotlivci |
| Zlato   | Rex Sellers Chris Timms                                         | Jachting   | muži třída Tornado                       |
| Zlato   | Shane O'Brien Les O'Connell Conrad Robertson Keith Trask        | Veslování  | muži čtyřka bez kormidelníka             |
| Zlato   | Russell Coutts                                                  | Jachting   | muži                                     |
| Stříbro | Kevin Barry                                                     | Box        | muži váha polotěžká do 81 kg             |
| Bronz   | Bruce Kendall                                                   | Jachting   | muži třída Windglider                    |
| Bronz   | Brett Hollister Kevin Lawton Barrie Mabbott Don Symon Ross Tong | Veslování  | muži čtyřka s kormidelníkem              |